# Miesbodensee
Miesbodensee är en sjö i Österrike.   Den ligger i förbundslandet Steiermark, i den centrala delen av landet, 200 km väster om huvudstaden Wien. Miesbodensee ligger 1 514 meter över havet.
I omgivningarna runt Miesbodensee växer i huvudsak blandskog. Runt Miesbodensee är det ganska glesbefolkat, med 25 invånare per kvadratkilometer.